# Laurent Ursain Guesnon
Laurent Ursain Guesnon, (parfois orthographié Laurent Ursin Guesnon), né en 1780 et mort le 29 août 1842, est un ancien esclave créole affranchi, charpentier, constructeur, entrepreneur et homme d'affaires louisianais du XIXe siècle.

## Biographie
En 1807, il achète au sénateur de Louisiane, Bernard Xavier Philippe de Marigny, un terrain sur lequel il construit sa demeure donnant sur la rue Bourbon à la limite du Vieux carré et du faubourg Marigny. Avec d'autres relations d'affaires, tel que Jean-Louis Dolliole, ils donnèrent un aspect à la fois créole et français à leurs constructions, notamment par le style des toits en pentes et couverts de tuiles.
En 1811, il se marie avec Mathilde Zolla, une femme libre de couleur. Il a ensuite vécu dans sa maison de la rue Bourbon jusqu'à sa mort en 1842 avec au moins une fille, Héloïse Guesnon. Sa veuve a vendu la maison en 1854. 
Laurent Ursain Guesnon fut un homme d'affaires qui fréquenta des personnalités louisianaises telles que Marie Laveau, Jean Lafitte et Jean-Louis Dolliole.